# Newport (Kentucky)
Newport és una població dels Estats Units a l'estat de Kentucky. Segons el cens del 2000 tenia 17.048 habitants.

## Demografia
Segons el cens del 2000, Newport tenia 17.048 habitants, 6.975 habitatges, i 4.045 famílies. La densitat de població era de 2.420 habitants/km².
Dels 6.975 habitatges en un 29,9% hi vivien nens de menys de 18 anys, en un 32,4% hi vivien parelles casades, en un 20,2% dones solteres, i en un 42% no eren unitats familiars. En el 34,8% dels habitatges hi vivien persones soles el 10,4% de les quals corresponia a persones de 65 anys o més que vivien soles. El nombre mitjà de persones vivint en cada habitatge era de 2,38 i el nombre mitjà de persones que vivien en cada família era de 3,1.
Per edats la població es repartia de la següent manera: un 26,4% tenia menys de 18 anys, un 10,6% entre 18 i 24, un 31,9% entre 25 i 44, un 19,8% de 45 a 60 i un 11,2% 65 anys o més.
L'edat mediana era de 33 anys. Per cada 100 dones de 18 o més anys hi havia 91,4 homes.
La renda mediana per habitatge era de 27.451 $ i la renda mediana per família de 32.858 $. Els homes tenien una renda mediana de 29.337 $ mentre que les dones 22.723 $. La renda per capita de la població era de 15.207 $. Entorn del 20,7% de les famílies i el 22,3% de la població estaven per davall del llindar de pobresa.

## Poblacions més properes
El següent diagrama mostra les poblacions més properes.